# Pediluvi
S'anomena pediluvi el bany de peus durant un temps determinat en aigua natural o amb alguns medicaments.
Suposadament, els pediluvis operen com a revulsius i són particularment beneficiosos per a combatre les congestions cerebrals, les laringitis, bronquitis, cefalàlgies, etc. Sol efectuar-se amb l'aigua a una temperatura d'entre 30 a 35 °C, augmentant gradualment la calor i addicionant-la amb cendra, vinagre, mostassa, etc. La immersió no ha d'excedir de 8 o 10 minuts i cal mantenir els peus ben calents de seguida a fi d'evitar una possible reacció.

## Tipus de pediluvis
- Pediluvi de neteja: El que s'usa per purgar els peus dels cossos estranys que puguin tenir.
- Pediluvi derivatiu: L'empleat per a desviar la plètora de les parts superiors del cos.
- Pediluvi emol·lient: El que s'efectua per a calmar algun dolor.
- Pediluvi excitant: El que es pren en aigua que conté en dissolució substàncies irritants.
- Pediluvi fortificant: El que es prepara amb decoccions aromàtiques.
- Pediluvi per a la sagnia dels peus: El que es dona a fi que el fluix de sang posi de manifest les venes.